# Jackie Bradley Jr.
Jackie Bradley Jr. (ur. 19 kwietnia 1990) – amerykański baseballista występujący na pozycji zapolowego w Boston Red Sox.

## Przebieg kariery
Bradley studiował University of South Carolina, gdzie w latach 2009–2011 grał w drużynie uniwersyteckiej South Carolina Gamecocks, z którą w 2010 zwyciężył w College World Series i został wybrany najbardziej wartościowym zawodnikiem tych finałów. W 2011 wybrano go w pierwszej rundzie draftu z numerem 40. przez Boston Red Sox i początkowo występował w klubach farmerskich tego zespołu, między innymi w Salem Red Sox (Class A) i Portland Sea Dogs (Double-A).
W Major League Baseball zadebiutował 1 kwietnia 2013 jako lewozapolowy, w wygranym 8–2 meczu otwarcia nowego sezonu z New York Yankees na Yankee Stadium, w którym zaliczył RBI i zdobył dwa runy. 14 kwietnia 2015 w wygranym przez Red Sox 22–10 meczu z Seattle Mariners rozegranym na Fenway Park, zaliczył 5 odbić na 6 podejść, ustanawiając rekord klubowy, notując pięć extra base hits – dwa home runy i trzy double, ponadto zaliczył 7 RBI.
25 maja 2016 w spotkaniu z Colorado Rockies ustanowił rekord kariery, zaliczając przynajmniej jedno odbicie w 29 meczach z rzędu. W lipcu 2016 po raz pierwszy został wybrany do AL All-Star Team.
14 października 2018 w meczu nr 2 American League Championship Series, w których Red Sox mierzyli się z obrońcą tytułu mistrzowskiego Houston Astros, Bradley zaliczył trzy RBI, w tym RBI double w trzeciej zmianie, dzięki któremu Boston wyszedł na prowadzenie 5–4 i ostatecznie wygrał 7–5. W meczu nr 3 zdobył grand slama w pierwszej połowie ósmej zmiany, podwyższając wynik spotkania na 8–2. W meczu nr 4 zdobył dwupunktowego home runa w pierwszej połowie szóstej zmiany przy stanie 4–5 dla Astros. W całej serii Bradley zaliczył 9 RBI i został wybrany najbardziej wartościowym zawodnikiem ALCS. W 2018 otrzymał po raz pierwszy w swojej karierze Gold Glove Award.

## Nagrody i wyróżnienia
| Nagroda/wyróżnienie      | Lata | Źródło |
| All-Star                 | 2016 | [ 7 ]  |
| ALCS MVP                 | 2018 | [ 8 ]  |
| Gold Glove Award         | 2018 | [ 9 ]  |
| Zwycięzca w World Series | 2018 | [ 10 ] |